# Iittuarmiit
Iittuarmiit [ˈiːtːuɑˌmːiːt] (nach alter Rechtschreibung Ĩtuarmît; Kitaamiusut Inussuarmiut) ist eine wüst gefallene Siedlung im Distrikt Ammassalik in der Kommuneqarfik Sermersooq auf der Insel Grönland.

## Lage
Iittuarmiit liegt in einer kleinen Bucht im Westen der Insel Skjoldungen. Vor dem Ort verläuft ein gleichnamiger Sund (Sønder Skjoldungesund).

## Geschichte
Iittuarmiit ist eine der vier als Skjoldungen zusammengefassten Siedlungen. Als solche wurde sie zwischen 1938 und 1940 besiedelt. Zwischen 1943 und 1952 schwankte die Einwohnerzahl zwischen 12 und 33 Bewohnern. Anschließend wurde der Wohnplatz aufgegeben.